# Stapleton (Selby)
Pour les articles homonymes, voir Stapleton.
Stapleton est un village et une paroisse civile du Yorkshire du Nord, en Angleterre.